# Russo-americani
I russo-americani (in inglese Russian Americans; in russo русские америка́нцы?, russkie amerikáncy sono persone statunitensi di origine russa. Il termine si riferisce sia agli immigrati di ultima generazione e i loro discendenti nati negli Stati Uniti, sia a quelli emigrati dall'Impero russo nel XIX secolo e stabilitisi in regioni quali Alaska, California, Oregon e Washington.
La consistenza numerica di persone etnicamente - in tutto o in parte - russe negli Stati Uniti è, al 2019, di circa 2400000, di cui circa 400000 nate in Russia; la religione maggiormente professata è quella russo-ortodossa anche se numerosissimi sono i discendenti di famiglie ebree russe, rifugiate oltre oceano ai tempi dei pogrom antisemiti zaristi.
Il gruppo etnico dei russo-americani ha espresso personalità di rilievo nella società statunitense; si citino a titolo d'esempio gli attori Yul Brynner, Danny Kaye, Kirk Douglas, Mel Brooks, Woody Allen, Amanda Bynes, gli imprenditori Igor Sikorsky e Sergey Brin, gli scrittori Isaac Asimov e Vladimir Nabokov, i musicisti George Gershwin e Irving Berlin, e altri.

## Storia

### Era coloniale

#### America russa (1733–1867)

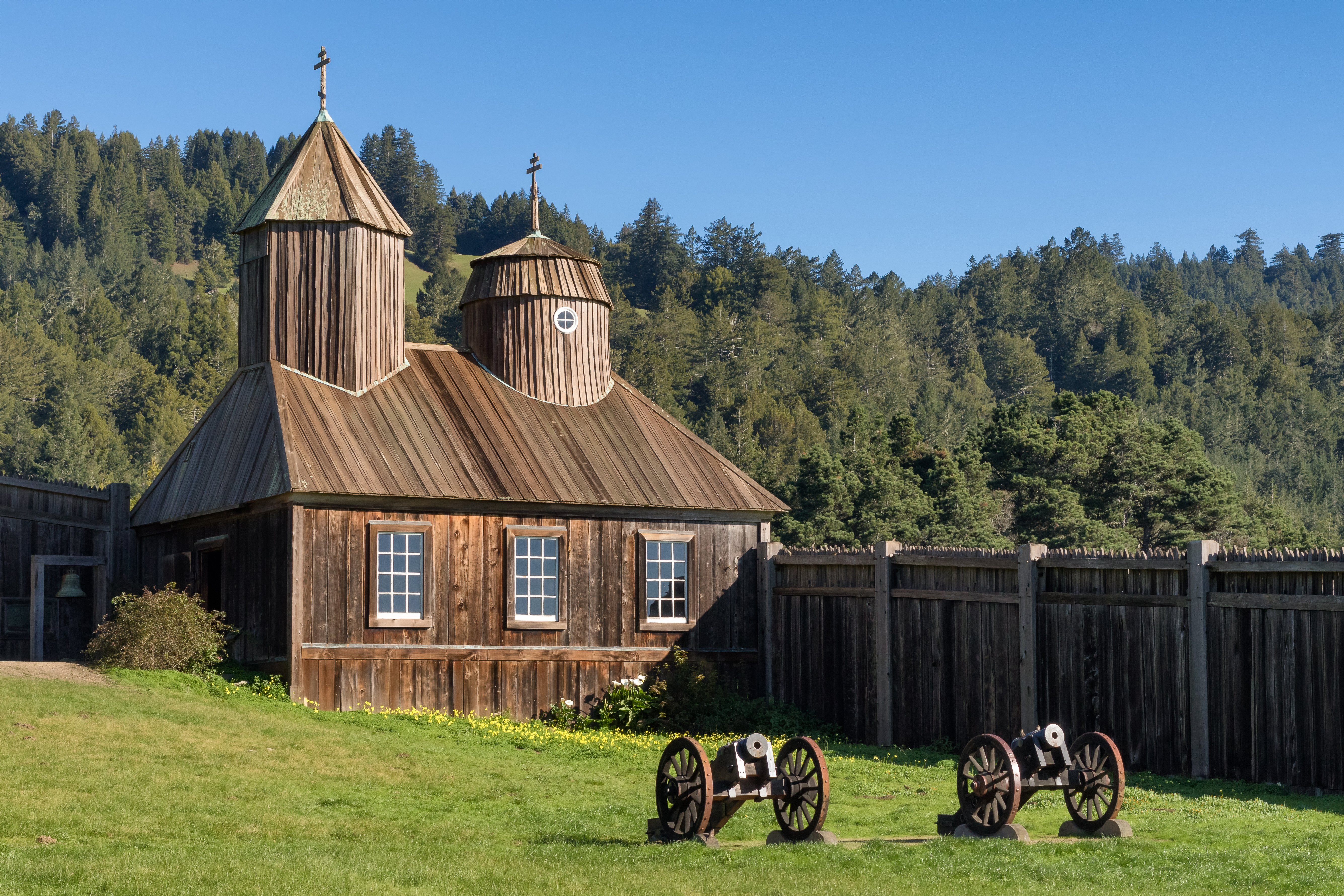
Fort Ross, fondato nel 1812 nell'attuale contea di Sonoma, California.

La postazione più meridionale della Compagnia russo-americana era Fort Ross, fondato nel 1812 da Ivan Kuskov, a circa 50 miglia (80 km) a nord di San Francisco, come base di rifornimento agricolo per l'America russa. Faceva parte della Compagnia Russo-Americana e consisteva di quattro avamposti, tra cui Bodega Bay, il Russian River e le Isole Farallon. Non è mai stato stipulato un accordo stabilito con il governo della Nuova Spagna che abbia prodotto grandi tensioni tra i due paesi. La Spagna rivendicò la terra ma non vi aveva mai stabilito una colonia. Il forte russo ben armato ha impedito alla Spagna di allontanare i russi che vivevano in quell'area. Senza l'ospitalità dei russi, la colonia spagnola sarebbe stata abbandonata perché i suoi rifornimenti erano andati perduti quando le navi di rifornimento spagnole affondarono in una grande tempesta al largo delle coste sudamericane. Dopo l'indipendenza del Messico, le tensioni si allentarono e furono instaurati scambi commerciali con il nuovo governo della California messicana.
L’America russa non era una colonia redditizia a causa degli alti costi di trasporto e della diminuzione della popolazione animale. Dopo essere stata acquistata dagli Stati Uniti nel 1867, la maggior parte dei coloni russi tornarono in Russia, ma alcuni si stabilirono nel sud dell'Alaska e in California. Tutti i discendenti dei coloni russi dell'Impero russo, inclusa la razza mista con parziale sangue nativo dell'Alaska, totalmente assimilati alla società americana. La maggior parte dei russi che vivono oggi in Alaska discendono da coloni russi arrivati poco prima, durante e/o dopo l'era sovietica; due terzi della popolazione della città dell'Alaska chiamata Nikolaevsk discendono dai recenti coloni russi arrivati negli anni '60.

### Immigrazione negli Stati Uniti

#### Prima ondata (1870-1915)

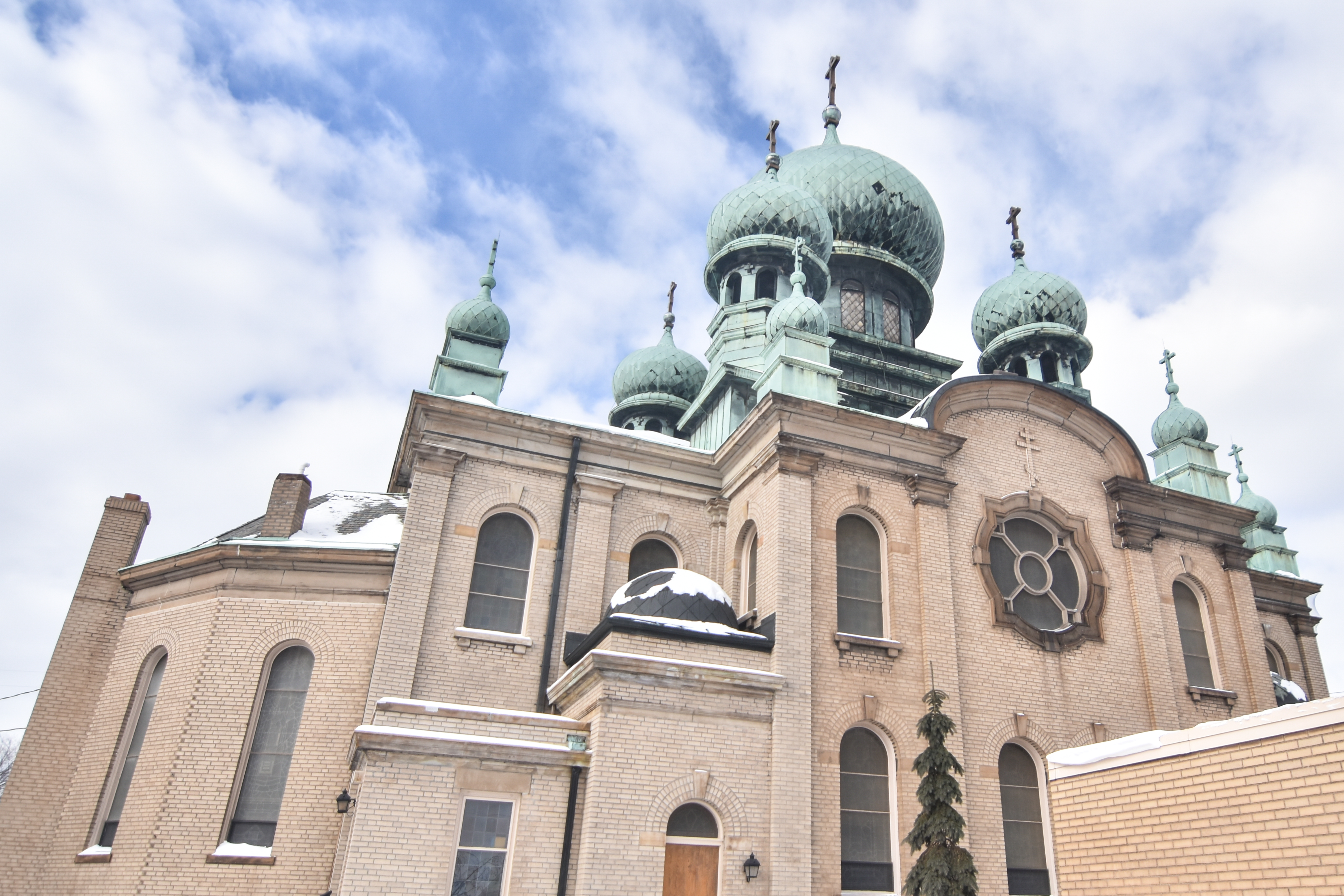
Cattedrale ortodossa russa di San Teodosio a Cleveland, fondata nel 1896.

La prima massiccia ondata di immigrazione da tutte le aree d’Europa verso gli Stati Uniti ebbe luogo alla fine del XIX secolo. Sebbene una parte dell’immigrazione sia avvenuta prima – l’esempio più notevole è Ivan Turchaninov, che emigrò nel 1856 e divenne generale di brigata dell’esercito degli Stati Uniti durante la guerra civile – milioni di persone viaggiarono nel nuovo mondo nell’ultimo decennio del 19º secolo, alcuni per motivi politici. ragioni, alcune per ragioni economiche, altre per una combinazione di entrambe. Tra il 1820 e il 1870 solo 7.550 russi emigrarono negli Stati Uniti, ma a partire dal 1881 il tasso di immigrazione superò i 10.000 all'anno: 593.700 nel 1891-1900, 1,6 milioni nel 1901-1910, 868.000 nel 1911-1914 e 43.000 nel 1915- 1917.
I gruppi russi più importanti immigrati in questo periodo erano provenienti dalla Russia imperiale che cercavano la libertà dalla persecuzione religiosa. Questi includevano ebrei russi, in fuga dai pogrom del 1881-1882, che si trasferirono a New York City e in altre città costiere; i cristiani spirituali, trattati come eretici in patria, che si stabilirono in gran parte negli Stati Uniti occidentali nelle città di Los Angeles, San Francisco, e Portland, Oregon; due grandi gruppi di Shtundisti che si trasferirono in Virginia e nei Dakota, e soprattutto tra il 1874 e il 1880 anabattisti di lingua tedesca, Mennoniti e Hutteriti russi, che lasciarono l'Impero russo e si stabilirono principalmente in Kansas (Mennoniti), i Territorio del Dakota e Montana (Hutteriti). Infine, nel 1908-1910, i Vecchi Credenti, perseguitati come scismatici, arrivarono e si stabilirono in piccoli gruppi in California, Oregon (in particolare nella regione della Willamette Valley), Pennsylvania e New York. Gli immigrati di questa ondata includono Irving Berlin, leggenda della canzone d'autore americana e André Tchelistcheff, influente enologo californiano.

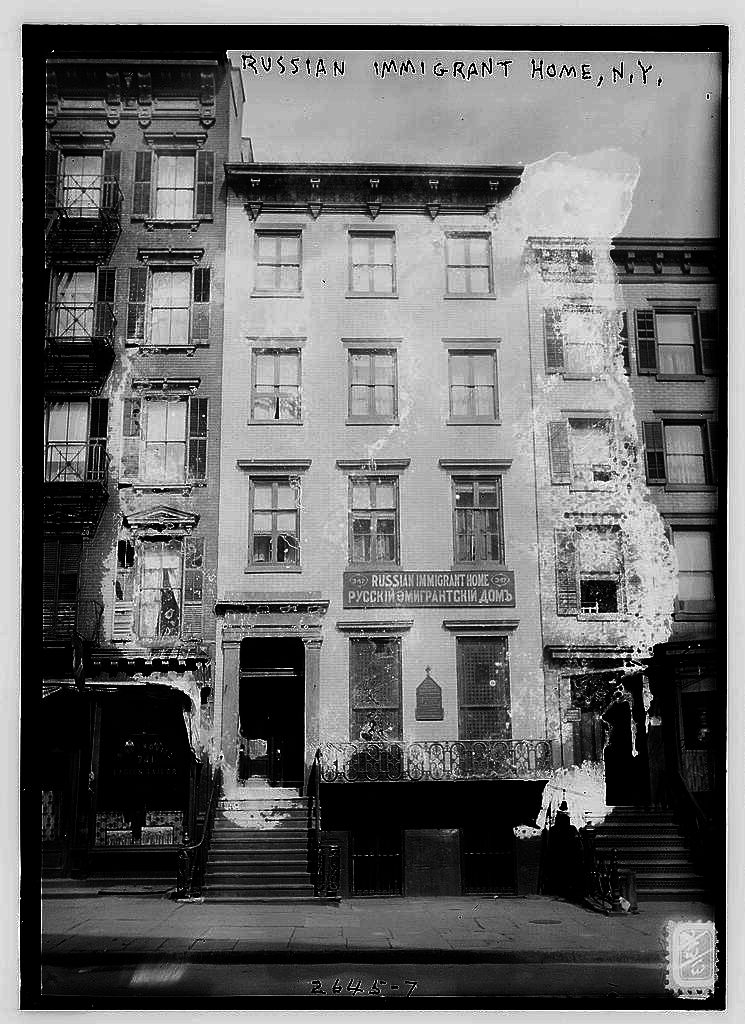
Casa di immigrati russi, New York City, anni '10.

La prima guerra mondiale ha inferto un duro colpo alla Russia. Tra il 1914 e il 1918, la fame e la povertà aumentarono in tutti i settori della società russa, e presto molti russi misero in dubbio lo scopo della guerra e la competenza del governo. La guerra intensificò il sentimento antisemita. Gli ebrei furono accusati di slealtà ed espulsi dalle aree all'interno e vicino alle zone di guerra. Inoltre, gran parte dei combattimenti tra Russia, Austria e Germania ebbero luogo nella Russia occidentale, nella zona di insediamento ebraico. La prima guerra mondiale sradicò mezzo milione di ebrei russi. A causa degli sconvolgimenti della prima guerra mondiale, l’immigrazione diminuì tra il 1914 e il 1917. Ma dopo la guerra, centinaia di migliaia di ebrei iniziarono di nuovo a lasciare l’Europa e la Russia per gli Stati Uniti, l’attuale Israele e altri paesi dove speravano di trasferirsi ed iniziare una nuova vita.

#### Seconda ondata (1916-1922)
Una grande ondata di russi emigrò nel breve periodo 1917-1922, sulla scia della Rivoluzione d'Ottobre e della Guerra civile russa. Questo gruppo è conosciuto collettivamente come gli emigrati bianchi. Questa ondata viene spesso definita la prima ondata, quando si parla di immigrazione dell'era sovietica. Il capo del governo provvisorio russo, Aleksandr Kerenskij, era uno di quegli immigrati.

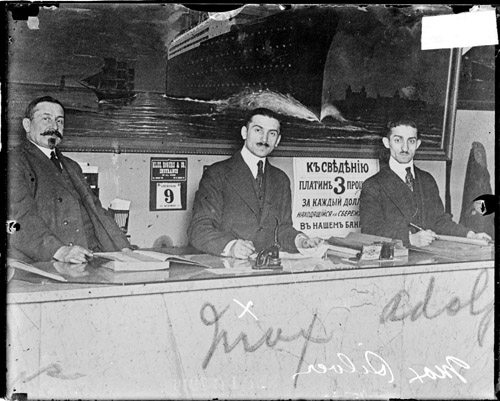
Banchieri di lingua russa a Chicago, anni '10.

Poiché gli immigrati appartenevano alle classi più elevate dell'Impero russo, contribuirono in modo significativo alla scienza e alla cultura americana. Gli inventori Vladimir Zvorykin, spesso definito il "padre della televisione", Alexander M. Poniatoff, il fondatore di Ampex, e Alexander Lodygin, arrivarono con questa ondata. L'esercito americano trasse grandi benefici dall'arrivo di inventori come Igor Sikorsky (che inventò il pratico elicottero), Vladimir Yourkevitch e Aleksandr Nilolaevič Prokof'ev-Severskij. Sergej Vasil'evič Rachmaninov e Igor Stravinskij sono da molti considerati tra i più grandi compositori mai vissuti negli Stati Uniti d'America. Anche il romanziere Vladimir Nabokov, il violinista Jasha Heifetz e l'attore Yul Brynner lasciarono la Russia in questo periodo.
Come nel caso della prima e della seconda ondata, se gli emigrati bianchi lasciavano la Russia per recarsi in qualsiasi paese, venivano comunque considerati prima o seconda ondata, anche se in un secondo momento finivano per trasferirsi in un altro paese, compresi gli Stati Uniti. Non esistevano limiti annuali "rigorosi", ma linee guida per comprendere meglio il periodo di tempo. Pertanto, 1917-1922 è una linea guida. Ci sono russi che sono considerati della seconda ondata anche se sono arrivati dopo il 1922 fino al 1948.

#### Era sovietica (1922–1991)

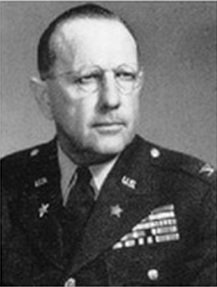
Il colonnello Boris Pash (nato Pashkovsky) comandò la missione Alsos durante la seconda guerra mondiale

Durante l'era sovietica, l'emigrazione era vietata e limitata a pochissimi disertori e dissidenti immigrati negli Stati Uniti d'America e in altri paesi del blocco occidentale per motivi politici. Anche l’immigrazione negli Stati Uniti dalla Russia fu severamente limitata attraverso la formula delle Origini Nazionali introdotta dal Congresso degli Stati Uniti nel 1921. Il caos e la depressione che afflissero l’Europa dopo la conclusione della seconda guerra mondiale spinsero molti nativi europei a immigrare negli Stati Uniti. Nel dopoguerra si contarono circa 7 milioni di sfollati provenienti da vari paesi dell'Europa continentale. Di questi 7 milioni, 2 milioni erano cittadini russi che furono rimandati in URSS per essere imprigionati, esiliati o addirittura giustiziati perché accusati di andare contro il loro governo e il loro paese. Circa 20.000 cittadini russi emigrarono negli Stati Uniti immediatamente dopo la conclusione della guerra. Dopo la guerra, le tensioni tra gli Stati Uniti e l'allora Unione Sovietica iniziarono a crescere fino a portare l'URSS a imporre un divieto di immigrazione ai suoi cittadini nel 1952. Il divieto di immigrazione impediva effettivamente a qualsiasi cittadino o persona sotto l'URSS dall’immigrazione negli Stati Uniti. Ciò è avvenuto dopo che un’ampia percentuale di immigrati russi è partita per gli Stati Uniti, lasciando l’URSS imbarazzata dall’elevata percentuale di cittadini russi emigrati. Dopo l'entrata in vigore del divieto di immigrazione, qualsiasi cittadino russo che avesse tentato o pianificato di lasciare la Russia fu privato della cittadinanza, gli fu impedito di avere qualsiasi contatto con eventuali parenti rimasti nell'URSS e fu persino proibito che il nome di quell'individuo fosse pronunciato. Alcuni fuggirono dal regime comunista, come Vladimir Horowitz nel 1925 o Ayn Rand nel 1926, o furono deportati da esso, come Iosif Brodskij nel 1972, o Aleksandr Solženicyn nel 1974, alcuni erano essi stessi comunisti e se ne andarono per paura dell'accusa, come l'agente dell'NKVD Alexander Orlov che sfuggì all'epurazione nel 1938 o Svetlana Allilueva, figlia di Iosif Stalin, che se ne andò nel 1967. Alcuni erano diplomatici e militari che disertarono per vendere le loro conoscenze, come i piloti Viktor Belenko nel 1976 e Aleksandr Zuyev nel 1989.
In seguito alla condanna internazionale della reazione sovietica al dirottamento Dymshits-Kuznetsov nel 1970, l'Unione Sovietica allentò temporaneamente le restrizioni sull'emigrazione per gli emigranti ebrei, che permisero a quasi 250.000 persone di lasciare il paese, sfuggendo all'antisemitismo nascosto. Alcuni si sono recati in Israele, soprattutto all'inizio, ma la maggior parte ha scelto come destinazione gli Stati Uniti, dove hanno ricevuto lo status di rifugiati politici. Ciò durò per circa un decennio, fino all’inizio degli anni ’80. Negli anni '70, le relazioni tra l'URSS e gli Stati Uniti iniziarono a migliorare e l'URSS allentò il divieto di immigrazione, consentendo a poche migliaia di cittadini di immigrare negli Stati Uniti. Tuttavia, proprio come era accaduto 20 anni prima, l’URSS vide centinaia di migliaia di suoi cittadini immigrare negli Stati Uniti durante gli anni ’70. L’Unione Sovietica creò quindi la “tassa sui diplomi” che imponeva una pesante multa a chiunque avesse studiato in Russia e stesse cercando di emigrare. Ciò fu fatto principalmente per dissuadere gli ebrei sovietici, che tendevano ad essere scienziati e altri intellettuali di valore, dall’emigrare in Israele o in Occidente. A causa del fatto che l'URSS impediva ai suoi cittadini di fuggire dall'URSS, gli Stati Uniti approvarono l'emendamento Jackson-Vanik al Trade Act del 1974. L’emendamento prevedeva che gli Stati Uniti avrebbero esaminato la situazione dei diritti umani prima di consentire eventuali accordi commerciali speciali con paesi con economie non di mercato. Di conseguenza, l'URSS fu costretta a consentire ai cittadini che volevano fuggire dall'URSS per recarsi negli Stati Uniti di farlo, con un limite al numero di cittadini autorizzati a partire ogni anno. L'emendamento Jackson-Vanik ha reso possibile l'immigrazione negli Stati Uniti delle minoranze religiose dell'URSS come i cattolici romani, i cristiani evangelici e gli ebrei. Di fatto ha mantenuto aperta l’immigrazione dall’URSS agli Stati Uniti e, di conseguenza, dal 1980 al 2008 circa 1 milione di persone sono immigrate dall’ex Unione Sovietica negli Stati Uniti.
Gli anni ’70 videro 51.000 ebrei sovietici emigrare negli Stati Uniti, la maggioranza dopo l’approvazione dell’accordo commerciale del 1974. La maggior parte degli ebrei sovietici emigrati negli Stati Uniti andò a Cleveland. Qui, la migrazione a catena iniziò a svolgersi quando più ebrei sovietici emigrarono dopo gli anni '70, concentrandosi nella periferia orientale di Cleveland. La maggior parte degli ebrei sovietici arrivati erano istruiti e avevano titoli universitari. Questi nuovi immigrati sarebbero andati a lavorare in importanti imprese industriali della città come BP America e General Electric Co. Altri immigrati russi e successivamente post-sovietici trovarono lavoro nella Cleveland Orchestra o nel Cleveland Institute of Music come musicisti professionisti e cantanti.
La lenta stagnazione di Breznev negli anni '70 e le successive riforme politiche di Mikhail Gorbaciov a partire dalla metà degli anni '80 provocarono un aumento dell'immigrazione economica negli Stati Uniti, dove artisti e atleti disertarono o emigrarono legalmente negli Stati Uniti per promuovere la loro carriera: le star del balletto Michail Baryšnikov nel 1974 e Alexander Godunov nel 1979, il compositore Maxim Shostakovich nel 1981, la stella dell'hockey Aleksandr Mogil'nyj nel 1989 e l'intero Russian Five più tardi, il ginnasta Vladimir Artemov nel 1990, la band glam metal Gorky Park nel 1987 e molti altri.

#### Era post-sovietica (1991-oggi)

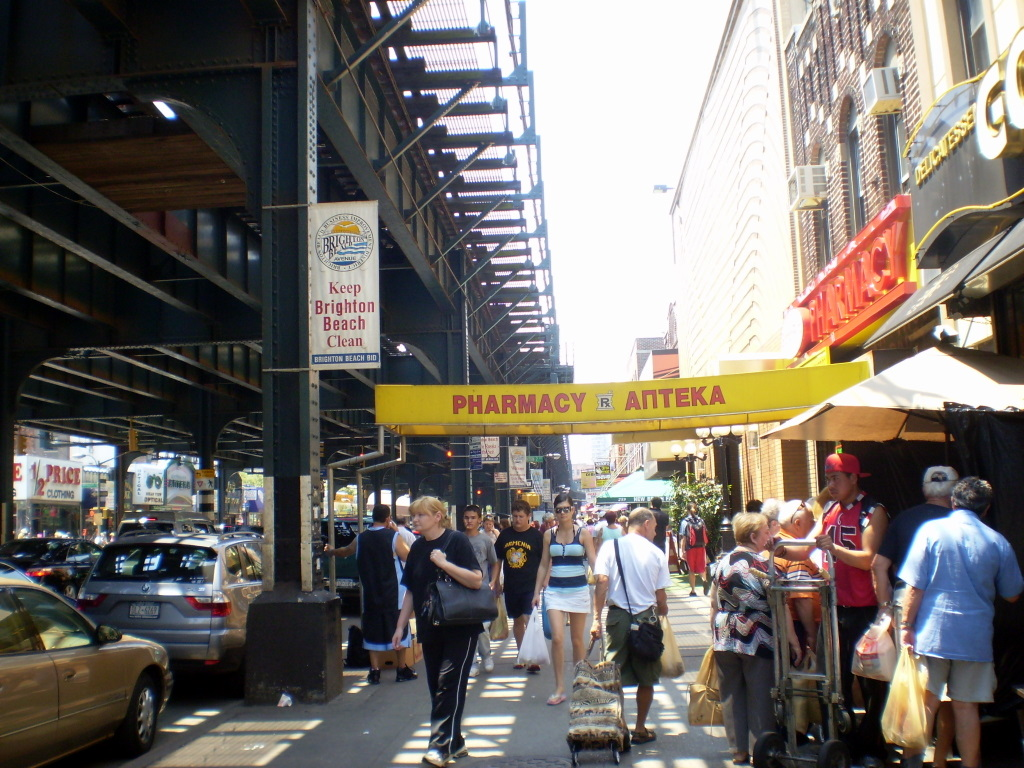
"Piccola Russia" a Brighton Beach, Brooklyn. L'area metropolitana di New York ospita la più grande popolazione russo-americana.

Con la perestrojka, nel 1987 riprese un'emigrazione di massa ebraica. I numeri crebbero molto rapidamente, tanto che gli Stati Uniti vietarono l'ingresso a coloro che emigravano dall'URSS con visto israeliano, a partire dal 1 ottobre 1989. Israele rifiutò l'invio di inviti per il visto dall'inizio del 1989 lamentando difficoltà tecniche. Successivamente la maggior parte dell’emigrazione ebraica si diresse verso Israele, avvicinandosi al milione di persone nel decennio successivo. Tuttavia, le condizioni per i rifugiati sovietici appartenenti a diverse minoranze religiose – tra cui ebrei, battisti, pentecostalisti e greco-cattolici – furono migliorate dall’emendamento Lautenberg approvato nel 1989 e rinnovato ogni anno. Coloro che potevano richiedere il ricongiungimento familiare potevano richiedere il visto americano diretto e all’inizio degli anni ’90 ricevevano ancora lo status di rifugiato politico. Nel 1990 gli Stati Uniti hanno ottenuto lo status di rifugiato politico a 50.716 cittadini dell'ex URSS, nel 1991 a 38.661, nel 1992 a 61.298, nel 1993 a 48.627, nel 1994 a 43.470, nel 1995 a 35.716, con una tendenza in costante calo fino a 1.394 rifugiati accettati nel 2003. Per la prima volta nella storia, i russi sono diventati una parte notevole dell'immigrazione clandestina negli Stati Uniti.
Con la caduta dell’Unione Sovietica nel 1991 e la successiva transizione all’economia di libero mercato arrivarono l’iperinflazione e una serie di crisi politiche ed economiche degli anni ’90, culminate nel crollo finanziario del 1998. Entro la metà del 1993 tra il 39% e il 49% dei russi viveva in povertà, un forte aumento rispetto all’1,5% della tarda era sovietica. Questa instabilità e il triste risultato provocarono una nuova grande ondata di emigrazione sia politica che economica dalla Russia, e uno dei principali obiettivi divennero gli Stati Uniti, che stavano vivendo un boom del mercato azionario senza precedenti nel 1995-2001.
Una parte notevole dell’ondata migratoria del 1991-2001 è stata costituita da scienziati e ingegneri che, di fronte ad un mercato del lavoro estremamente scarso in patria insieme alla riluttanza del governo ad indicizzare gli stipendi fissi in base all’inflazione o addirittura a effettuare i pagamenti puntuali, hanno lasciato intraprendere la propria carriera all’estero. Ciò ha coinciso con l’impennata dell’industria hi-tech negli Stati Uniti, creando un forte effetto di fuga di cervelli. Secondo la National Science Foundation, nel 2003 negli Stati Uniti lavoravano 20.000 scienziati russi e gli ingegneri informatici russi erano responsabili del 30% dei prodotti Microsoft nel 2002. I professionisti qualificati spesso ottengono salari significativamente più alti negli Stati Uniti che in Russia. Il numero di migranti russi con istruzione universitaria è superiore a quello dei nativi statunitensi e di altri gruppi nati all’estero. 

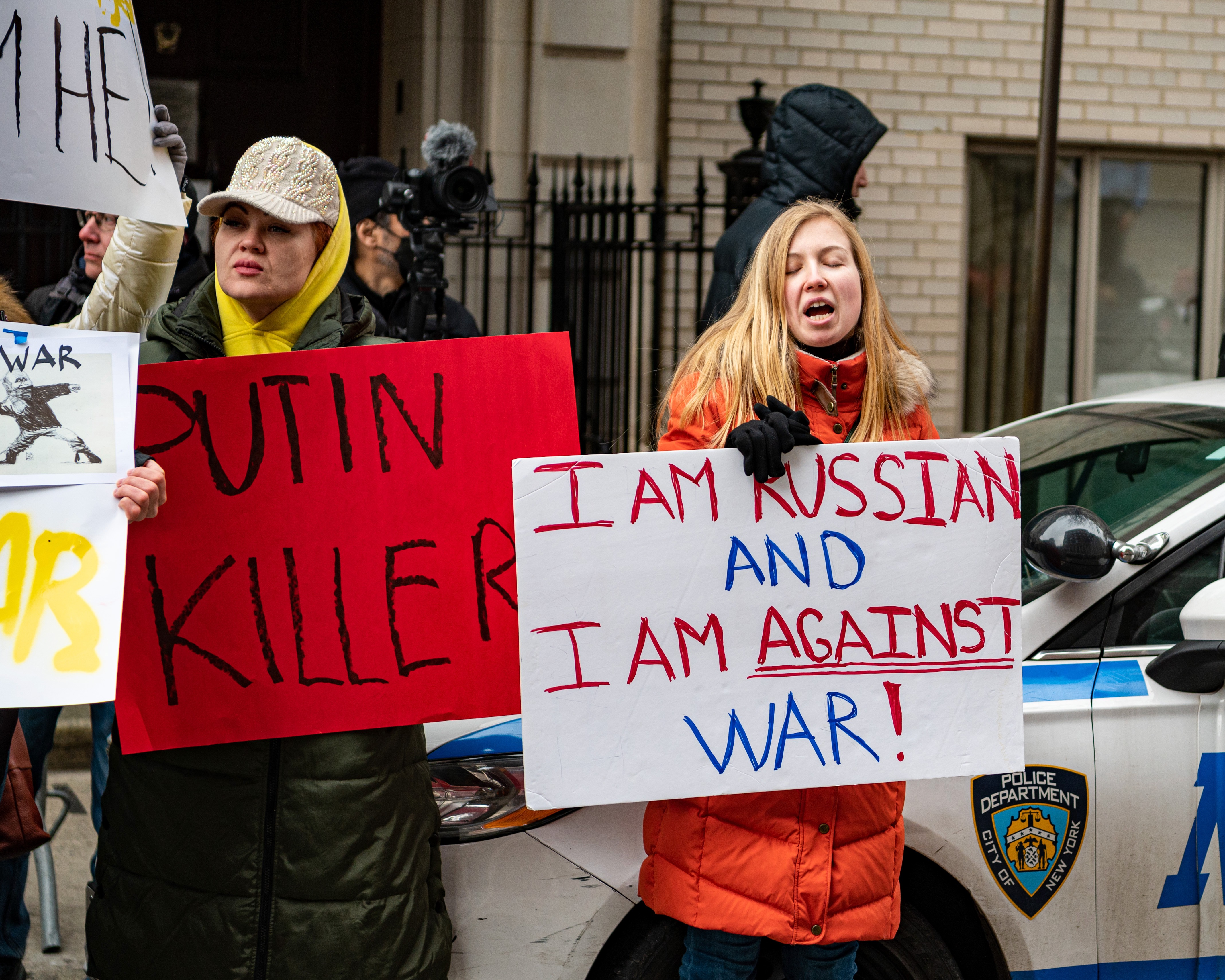
Protesta contro l'invasione russa dell'Ucraina davanti al consolato russo a New York City il 24 febbraio 2022.

Il 51% dei migranti russi legali ottiene la residenza permanente da un parente stretto di cittadini statunitensi, il 20% la ottiene dalla Lotteria della Diversità, il 18% la ottiene attraverso il lavoro, il 6% è sponsorizzato dalla famiglia e il 5% sono rifugiati e richiedenti asilo.
L’Unione Sovietica era un impero dello sport e molti importanti sportivi russi trovarono grandi consensi e ricompense per le loro abilità negli Stati Uniti. Esempi sono Aleksandr Ovečkin, Aleksandr Fëdorovič Volčkov e Andrej Kirilenko. Nastia Liukin è nata a Mosca, ma è arrivata in America con i suoi genitori da bambina ed è diventata una campionessa di ginnasta negli Stati Uniti
Il 27 settembre 2022, l'addetta stampa della Casa Bianca Karine Jean-Pierre ha incoraggiato gli uomini russi in fuga dal loro paese d'origine a evitare di essere arruolati per richiedere asilo negli Stati Uniti. All'inizio del 2023, l'amministrazione Biden ha ripreso le deportazioni dei russi che erano fuggiti dalla Russia a causa della mobilitazione e della persecuzione politica.